# Liga das Nações da UEFA de 2018–19 – Fase Final
A Fase Final da Liga das Nações da UEFA de 2018–19 foi disputada em Portugal entre 5 a 9 de junho de 2019. Portugal foi escolhido pela UEFA em 17 de novembro de 2018 para organizar o evento. O sorteio foi realizado no Shelbourne Hotel em Dublin, Irlanda em 3 de dezembro de 2018.

## Participantes
Os 4 vencedores da Liga A se classificaram automaticamente.
| Gr. | Seleção       | Data de classificação  | Ranking geral (novembro de 2018) | Ranking da FIFA (abril de 2019) |
| --- | ------------- | ---------------------- | -------------------------------- | ------------------------------- |
| A1  | Países Baixos | 19 de novembro de 2018 | 3                                | 16                              |
| A2  | Suíça         | 18 de novembro de 2018 | 1                                | 8                               |
| A3  | Portugal      | 19 de novembro de 2018 | 2                                | 7                               |
| A4  | Inglaterra    | 20 de novembro de 2018 | 4                                | 4                               |

## Sedes
O Estádio do Dragão no Porto e o Estádio D. Afonso Henriques em Guimarães receberam os quatro jogos.
| Porto Guimarães | Porto              | Guimarães                      |
| Porto Guimarães | Estádio do Dragão  | Estádio D. Afonso Henriques    |
| Porto Guimarães | Capacidade: 50 033 | Capacidade: 30 000             |
| Porto Guimarães | Estádio do Dragão  | Estádio Municipal de Guimarães |

## Esquema
|  | Semifinais             | Semifinais             |   |                        | Final                  | Final |  |
|  |                        |                        |   |                        |                        |       |  |
|  | 5 de junho – Porto     |                        |   |                        |                        |       |  |
|  | Portugal               | 3                      |   |                        |                        |       |  |
|  | Suíça                  | 1                      |   |                        |                        |       |  |
|  |                        |                        |   |                        |                        |       |  |
|  |                        |                        |   |                        | 9 de junho – Porto     |       |  |
|  |                        |                        |   |                        | Portugal               | 1     |  |
|  |                        | Países Baixos          | 0 |                        |                        |       |  |
|  |                        |                        |   |                        |                        |       |  |
|  |                        |                        |   |                        |                        |       |  |
|  |                        |                        |   |                        | Terceiro lugar         |       |  |
|  | 6 de junho – Guimarães | 6 de junho – Guimarães |   | 9 de junho – Guimarães | 9 de junho – Guimarães |       |  |
|  | Países Baixos (pro)    | 3                      |   | Suíça                  | 0 (5)                  |       |  |
|  | Inglaterra             | 1                      |   |                        | Inglaterra (pen)       | 0 (6) |  |

## Semifinais

### Portugal – Suíça
| 5 de junho | Portugal              | 3 – 1     | Suíça               | Estádio do Dragão, Porto                 |
| 19:45      | Ronaldo 25', 88', 90' | Relatório | Rodríguez 57' (pen) | Público: 42 415 Árbitro: GER Felix Brych |

| Portugal | Suíça |

| GR              | 1  | Rui Patrício      |  |       |
| DD              | 20 | Nélson Semedo     |  |       |
| DC              | 3  | Pepe              |  | 63'   |
| DC              | 4  | Rúben Dias        |  |       |
| DE              | 5  | Raphaël Guerreiro |  |       |
| MD              | 16 | Bruno Fernandes   |  | 90+1' |
| MC              | 14 | William Carvalho  |  |       |
| MC              | 18 | Rúben Neves       |  |       |
| ME              | 10 | Bernardo Silva    |  |       |
| PL              | 23 | João Félix        |  | 70'   |
| PL              | 7  | Cristiano Ronaldo |  |       |
| Substituições:  |    |                   |  |       |
| DC              | 6  | José Fonte        |  | 63'   |
| MC              | 17 | Gonçalo Guedes    |  | 70'   |
| MC              | 8  | João Moutinho     |  | 90+1' |
| Treinador:      |    |                   |  |       |
| Fernando Santos |    |                   |  |       |

| GR                | 1  | Yann Sommer         |     |     |
| DD                | 2  | Kevin Mbabu         |     |     |
| DC                | 22 | Fabian Schär        | 68' |     |
| DC                | 5  | Manuel Akanji       |     |     |
| DE                | 13 | Ricardo Rodríguez   |     |     |
| MD                | 17 | Denis Zakaria       |     | 71' |
| MC                | 10 | Granit Xhaka        | 66' |     |
| MC                | 8  | Remo Freuler        |     | 89' |
| ME                | 14 | Steven Zuber        |     | 83' |
| SA                | 23 | Xherdan Shaqiri     | 85' |     |
| PL                | 9  | Haris Seferović     |     |     |
| Substituições:    |    |                     |     |     |
| MC                | 20 | Edimilson Fernandes |     | 71' |
| MC                | 11 | Renato Steffen      |     | 83' |
| AC                | 19 | Josip Drmić         |     | 89' |
| Treinador:        |    |                     |     |     |
| Vladimir Petković |    |                     |     |     |

| Homem do Jogo: Cristiano Ronaldo Assistentes: Mark Borsch Stefan Lupp Quarto árbitro: Viktor Kassai Árbitro assistente de vídeo: Christian Dingert Árbitro assistente de vídeo para impedimentos: Tobias Stieler |

### Países Baixos – Inglaterra
| 6 de junho | Países Baixos                                 | 3 – 1 (pro) | Inglaterra         | Estádio D. Afonso Henriques, Guimarães      |
| 19:45      | De Ligt 73' · Walker 97' (g.c.) · Promes 114' | Relatório   | Rashford 32' (pen) | Público: 25 711 Árbitro: FRA Clément Turpin |

| Países Baixos |  | Inglaterra |

| GR             | 1  | Jasper Cillessen    |      |      |
| DD             | 22 | Denzel Dumfries     | 45'  |      |
| DC             | 3  | Matthijs de Ligt    | 30'  |      |
| DC             | 4  | Virgil van Dijk     |      |      |
| DE             | 17 | Daley Blind         |      |      |
| MC             | 15 | Marten de Roon      |      | 68'  |
| MC             | 21 | Frenkie de Jong     |      | 114' |
| MC             | 8  | Georginio Wijnaldum |      |      |
| LD             | 7  | Steven Bergwijn     |      | 91'  |
| PL             | 10 | Memphis Depay       |      |      |
| LE             | 9  | Ryan Babel          |      | 68'  |
| Substituições: |    |                     |      |      |
| AC             | 11 | Quincy Promes       |      | 68'  |
| MC             | 20 | Donny van de Beek   | 106' | 68'  |
| MC             | 6  | Davy Pröpper        |      | 91'  |
| MC             | 16 | Kevin Strootman     |      | 114' |
| Treinador:     |    |                     |      |      |
| Ronald Koeman  |    |                     |      |      |

| GR               | 1  | Jordan Pickford  |     |      |
| DD               | 2  | Kyle Walker      |     |      |
| DC               | 5  | John Stones      |     |      |
| DC               | 6  | Harry Maguire    |     |      |
| DE               | 14 | Ben Chilwell     |     |      |
| MC               | 16 | Declan Rice      |     | 106' |
| MC               | 17 | Fabian Delph     |     | 77'  |
| MC               | 18 | Ross Barkley     |     |      |
| LD               | 11 | Jadon Sancho     |     | 61'  |
| LE               | 10 | Raheem Sterling  |     |      |
| PL               | 19 | Marcus Rashford  |     | 46'  |
| Substituições:   |    |                  |     |      |
| AC               | 9  | Harry Kane       | 70' | 46'  |
| MC               | 7  | Jesse Lingard    |     | 61'  |
| MC               | 8  | Jordan Henderson |     | 77'  |
| MC               | 20 | Dele Alli        |     | 106' |
| Treinador:       |    |                  |     |      |
| Gareth Southgate |    |                  |     |      |

| Homem do Jogo: Frenkie de Jong Assistentes: Nicolas Danos Cyril Gringore Quarto árbitro: Anastasios Sidiropoulos Árbitro assistente de vídeo: François Letexier Árbitro assistente de vídeo para impedimentos: Nicolas Rainville |

## Disputa pelo terceiro lugar
| 9 de junho | Suíça | 0 – 0 (pro) | Inglaterra | Estádio D. Afonso Henriques, Guimarães      |
| 14:00      |       | Relatório   |            | Público: 15 742 Árbitro: ROU Ovidiu Hațegan |

|                                      |       | Penalidades                                   |  |
| Zuber Xhaka Akanji Mbabu Schär Drmić | 5 – 6 | Maguire Barkley Sancho Sterling Pickford Dier |  |

| Suíça | Inglaterra |

| GR                | 1  | Yann Sommer         |      |      |
| DC                | 22 | Fabian Schär        |      |      |
| DC                | 5  | Manuel Akanji       |      |      |
| DC                | 4  | Nico Elvedi         |      |      |
| MD                | 2  | Kevin Mbabu         |      |      |
| MC                | 10 | Granit Xhaka        | 116' |      |
| MC                | 8  | Remo Freuler        |      |      |
| ME                | 13 | Ricardo Rodríguez   |      | 87'  |
| LD                | 23 | Xherdan Shaqiri     |      | 65'  |
| LE                | 20 | Edimilson Fernandes |      | 61'  |
| PL                | 9  | Haris Seferović     |      | 113' |
| Substituições:    |    |                     |      |      |
| MC                | 17 | Denis Zakaria       |      | 61'  |
| MC                | 14 | Steven Zuber        |      | 65'  |
| AC                | 19 | Josip Drmić         |      | 87'  |
| MC                | 7  | Noah Okafor         |      | 113' |
| Treinador:        |    |                     |      |      |
| Vladimir Petković |    |                     |      |      |

| GR               | 1  | Jordan Pickford        |     |      |
| DD               | 22 | Trent Alexander-Arnold |     |      |
| DC               | 12 | Joe Gomez              |     |      |
| DC               | 6  | Harry Maguire          |     |      |
| DE               | 3  | Danny Rose             | 23' | 70'  |
| MC               | 4  | Eric Dier              |     |      |
| MC               | 17 | Fabian Delph           |     | 106' |
| LD               | 7  | Jesse Lingard          | 27' | 106' |
| MO               | 20 | Dele Alli              |     |      |
| LE               | 10 | Raheem Sterling        |     |      |
| PL               | 9  | Harry Kane             |     | 75'  |
| Substituições:   |    |                        |     |      |
| DC               | 2  | Kyle Walker            |     | 70'  |
| AC               | 21 | Callum Wilson          |     | 75'  |
| AC               | 11 | Jadon Sancho           |     | 106' |
| MC               | 18 | Ross Barkley           |     | 106' |
| Treinador:       |    |                        |     |      |
| Gareth Southgate |    |                        |     |      |

| Homem do Jogo: Jordan Pickford Assistentes: Octavian Șovre Sebastian Gheorghe Quarto árbitro: Anastasios Sidiropoulos Árbitro assistente de vídeo: Michael Fabbri Árbitro assistente de vídeo para impedimentos: Marco Di Bello |

## Final
| 9 de junho | Portugal   | 1 – 0     | Países Baixos | Estádio do Dragão, Porto                              |
| 19:45      | Guedes 60' | Relatório |               | Público: 43 199 Árbitro: ESP Alberto Undiano Mallenco |

| Portugal | Países Baixos |

| GR              | 1  | Rui Patrício      |  |       |
| DD              | 20 | Nélson Semedo     |  |       |
| DC              | 4  | Rúben Dias        |  |       |
| DC              | 6  | José Fonte        |  |       |
| DE              | 5  | Raphaël Guerreiro |  |       |
| MC              | 13 | Danilo Pereira    |  |       |
| MC              | 14 | William Carvalho  |  | 90+3' |
| MC              | 16 | Bruno Fernandes   |  | 81'   |
| LD              | 7  | Cristiano Ronaldo |  |       |
| PL              | 17 | Gonçalo Guedes    |  | 75'   |
| LE              | 10 | Bernardo Silva    |  |       |
| Substituições:  |    |                   |  |       |
| MC              | 15 | Rafa Silva        |  | 75'   |
| MC              | 8  | João Moutinho     |  | 81'   |
| MC              | 18 | Rúben Neves       |  | 90+3' |
| Treinador:      |    |                   |  |       |
| Fernando Santos |    |                   |  |       |

| GR             | 1  | Jasper Cillessen    |       |     |
| DD             | 22 | Denzel Dumfries     | 88'   |     |
| DC             | 3  | Matthijs de Ligt    |       |     |
| DC             | 4  | Virgil van Dijk     | 90+1' |     |
| DE             | 17 | Daley Blind         |       |     |
| MC             | 15 | Marten de Roon      |       | 81' |
| MC             | 21 | Frenkie de Jong     |       |     |
| MC             | 8  | Georginio Wijnaldum |       |     |
| LD             | 7  | Steven Bergwijn     |       | 60' |
| PL             | 10 | Memphis Depay       |       |     |
| LE             | 9  | Ryan Babel          |       | 46' |
| Substituições: |    |                     |       |     |
| AC             | 11 | Quincy Promes       |       | 46' |
| MC             | 20 | Donny van de Beek   |       | 60' |
| AC             | 19 | Luuk de Jong        |       | 81' |
| Treinador:     |    |                     |       |     |
| Ronald Koeman  |    |                     |       |     |

| Homem do Jogo: Rúben Dias Assistentes: Roberto Alonso Juan Carlos Yuste Quarto árbitro: Antonio Mateu Lahoz Árbitro assistente de vídeo: Alejandro Hernández Hernández Árbitro assistente de vídeo para impedimentos: Juan Martínez Munuera |